# Manhua
Manhua (traditionell kinesiska: 漫畫?, förenklad kinesiska: 漫画?, pinyin: Mànhuà) syftar i Europa och Nordamerika på kinesiskspråkiga tecknade serier. Dess produceras huvudsakligen i Kina (främst Hongkong), Taiwan och Singapore.

## Historik
Kinesisk bildkonst har lång historia, men det var först vid slutet av 1800-talet som de första sekvenskonstverken började produceras: böcker med så kallad lianhuanhua ("sammankopplade bilder"). Lianhuanhuaböckerna, vilka på allvar började spridas under 1920-talet, återberättade ursprungligen traditionella kinesiska sagor och kinesisk mytologi, men med tiden kom formatet framför allt att användas för politisk propaganda. Bland lianhuanhuaskaparna märks revolutionären och konstnären Tse Tsan-tai.
Sedan 1860-talet hade även humormagasin med skämtteckningar sålts i Kina. Dessa publicerades dock av brittiska utgivare, på engelska, och efter brittisk model. Den första av dessa var China Punch (1867), en lokal variant av den London-baserade Punch. Det skulle dröja till slutet av 1920-talet innan inhemska motsvarigheter började publiceras - den första var Shanghai manhua (1928) som bland annat innehöll Mr. Wang av Ye Qian-yu, vilken uppvisade tydlig inspiration från den amerikanska The Yellow Kid. Jämte Ye Qian-yu, var också Feng Zikai en central tecknare i 1920- och 1930-talens humormagasin.
Den store föregångaren inom moderna kinesiska serier är dock Zhang Leping vars huvudsakliga serie Sanmao skapades 1935. Det omtumlande politiska läget i Kina under större delen av 1900-talet kom dock att leda till att Hongkong etablerades som den huvudsakliga manhuamarknaden; bland de mest namnkunniga manhuaskaparna märks Alfonso Wong (med serier som Old Master Q, född 1924), Hui Guan-man (Uncle Choi, född 1930), Wong Yuk-long (Oriental Heroes, född 1950), Ma Wing-shing (Fung Wan, född 1961) och Lee Chi-ching (Three Kingdoms, född 1963), samtliga Hongkong-baserade, samt Andy Seto (Cyber Weapon Z, född 1969) från Kina; Liu Hsing-chin (Ah-San, född 1932) och Tsai Chih-chung (The Drunken Swordsman, född 1948) från Taiwan; och Wee Tian-beng (The Celestial Zone, född 1966) från Singapore.
Sedan millennieskiftet har, huvudsakligen genom franska och amerikanska serieförlag, en handfull manhuaskapare av kinesisk börd etablerat sig - däribland Benjamin (född 1974), Daxiong (född 1975), Nie Jun (född 1975), Yao Fei-la (född 1974), och Ji Di (född 1983).

## Manhua på svenska
Till skillnad från japansk manga och koreansk manhwa, som under 2000-talets första decennium fick något av en boom på den svenskspråkiga marknaden, föreligger mycket lite manhua i svensk översättning. Den största utgivningen står Alhambra förlag för, då de sedan mitten av 1990-talet publicerar Tsai Chih-chungs serietolkningar av klassisk kinesisk filosofi, historia, och folklore.
Därutöver har också dagspresserien The World of Lily Wong, skapad för The Hong Kong Standard 1986, nått den svenska publiken genom tidningen Larson!. Seriens skapare, Larry Feign, är dock amerikan, och dess originalspråk är engelska.
Vidare gavs en serieversion av den kinesiska folksagan Herr Dongguo, med teckningar av konstnären Liu Ji-you, ut av Östra Murens förlag 1974.

## Etymologi
Begreppet manhua ("humoristiska teckningar") stammar från japanskans "manga" och är på mandarin den allmänna termen för tecknade serier, oavsett härkomst - inhemska såväl som översatta. Manhuaskapare benämns manhuajia (jämför mangaka).